# (2361) Gogol

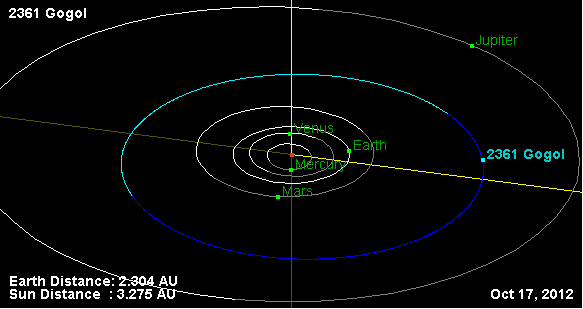
(2361) Gogol es un asteroide perteneciente al cinturón de asteroides

(2361) Gogol es un asteroide perteneciente al cinturón de asteroides, descubierto el 1 de abril de 1976 por Nikolái Stepánovich Chernyj desde el Observatorio Astrofísico de Crimea (República de Crimea).

## Designación y nombre
Designado provisionalmente como 1976 GQ1. Fue nombrado Gogol en honor al escritor ruso Nikolái Gógol.